# Heliophanus malus
Heliophanus malus là một loài nhện trong họ Salticidae.
Loài này thuộc chi Heliophanus. Heliophanus malus được Wanda Wesołowska miêu tả năm 1986.